# Nagykanizsa tömegközlekedése

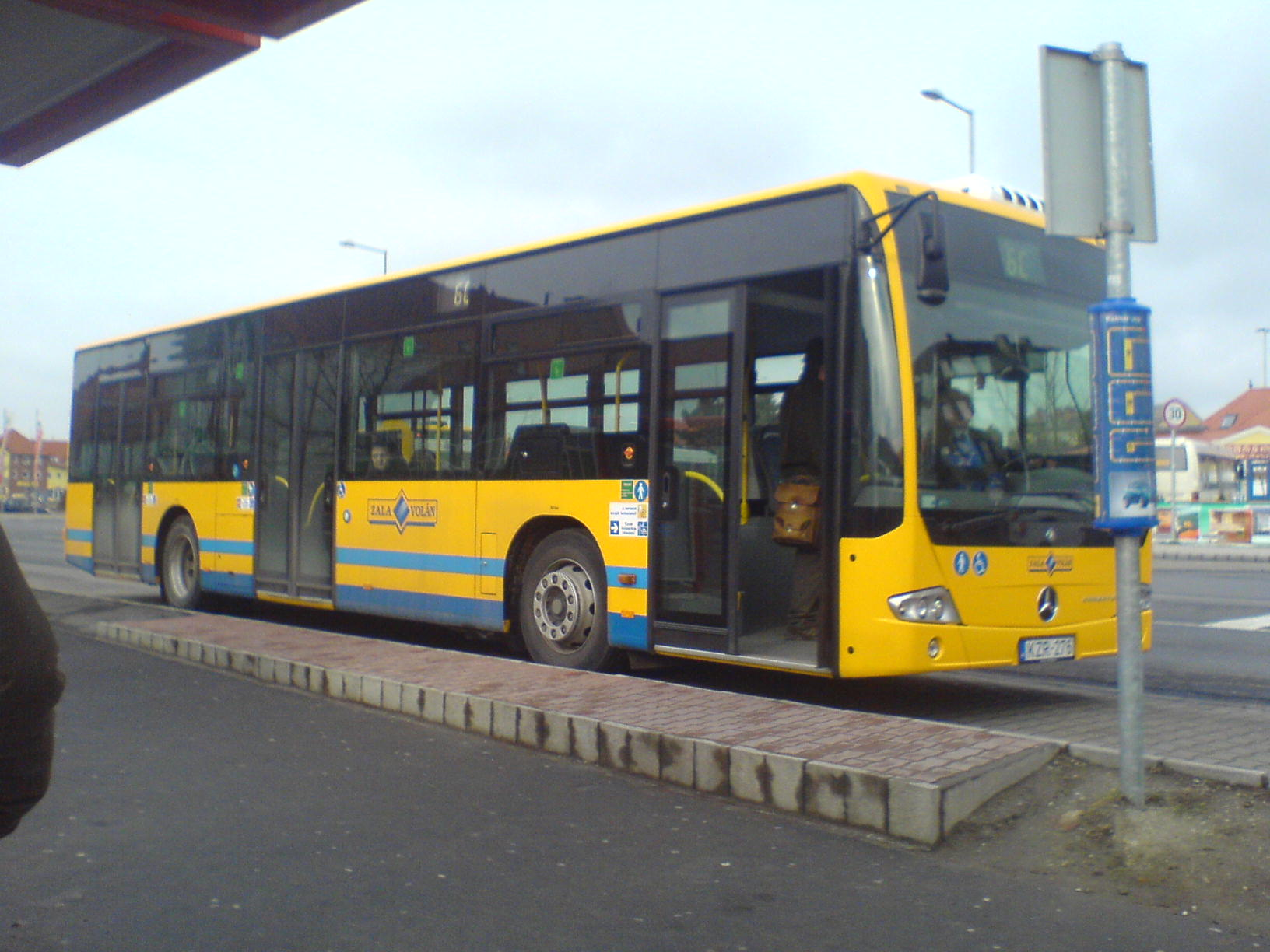
Egy Mercedes Conecto típusú autóbusz Nagykanizsán a Kalmár utcai megállóhelyen.

Nagykanizsa tömegközlekedéséről jelenleg a Volánbusz (korábban: ÉNYKK Zrt., Zala Volán és a Zalaegerszegi Teherfuvarozási Nemzeti Vállalat, Volán 16. sz. Vállalat) gondoskodik, amely a helyközi közlekedést is ellátja. A város járműparkja buszokból áll, 35 buszvonal van. A járművek jellemzően flottaszínt kaptak. A buszok fő színe a sárga, és ezt egészítik ki kék elemek.
A városnak egy autóbusz-pályaudvara, egy vasútállomása és egy kisebb reptere van, mely nem nyilvános fel- és leszállóhely, elsősorban sport célokra használják.

## Járműparkja
- 23 Mercedes-Benz Conecto szólóbusz (2008–2010, 2014)
- 25 Mercedes-benz Conecto G csuklósbusz (2014)
- 4 Credo BN 12 szólóbusz(2022)

Átlagéletkor: nem sokkal 13 év felett, a legídősebb jármű 1996-os évjáratú, károsanyag-kibocsájtásuk Euro 2 és Euro 5 közötti. Az alacsony padlós járművek részaránya: 50%[forrás?]

## Autóbuszvonalak
| A buszjáratok szám szerinti beosztása | A buszjáratok szám szerinti beosztása |
| Járatszám                             | Végállomások, útvonal |
| ------------------------------------- | --- |
| 2                                     | Autóbusz-állomás – Napraforgó tér-Palin, Futballpálya |
| 2E                                    | Autóbusz-állomás – Magyar utca – Palin, Futballpálya |
| 4,                                    | Városkapu körút – Rózsa utca – Eötvös tér – Gépgyár – Kiskanizsa, Bornemissza utca                                                                                               |
| 4A                                    | Autóbusz-állomás – Gépgyár – Kiskanizsa, Bornemissza utca |
| 4Y                                    | Városkapu körút – Rózsa utca– Eötvös tér –Kiskanizsa templom tér-Kiskanizsa,Bornemissza utca                                                                                     |
| 5,5Y                                  | Vasútállomás-Kalmár utca-Kórház utca-Városkapu körút-STOP SHOP (5)/Balatoni út (5Y)-Napraforgó tér-Kalmár utca-Vasútállomás(körjárat)                                            |
| 6, 6A, 6Y                             | Városkapu körút – Hevesi Sándor utca – Eötvös tér - Gépgyár – Kiskanizsa, Homokkomáromi forduló (16Y) - Kiskanizsa, Rozmaring utca - Kiskanizsa temető (6)                       |
| 6E                                    | Városkapu körút – Balatoni út -Eötvös tér - Gépgyár - Kiskanizsa, Temető |
| 7,7Y                                  | Vasútállomás - Kalmár utca - Napraforgó tér - STOP SHOP (7)/Balatoni út (7Y) - Városkapu körút - Kórház - Kalmár utca - Vasútállomás                                             |
| 8,8Y                                  | Napraforgó tér – Sugár út -Kalmár utca - Csengery út - (Közemető 8Y -) Ligetváros – Miklósfa, Szentendrey Edgár utca                                                             |
| 9,9Y                                  | Városkapu körút - Rózsa utca-Eötvös tér - Kalmár utca - Csengery út - (Köztemető 8Y -) Ligetváros - Miklósfa,Szentendrey Edgár utca                                              |
| 10,10Y                                | Kalmár utca - Eötvös tér -Sánc - Bagola(10Y) - Nagyfakos |
| 10A                                   | Kalmár utca - Eötvös tér - Sánc - Bagola |
| 15                                    | Vasútállomás - Kalmár utca -Kórház utca - Napraforgó tér - Kalmár utca- Vasútállomás(körjárat)                                                                                   |
| 16,16A, 16Y                           | Kalmár utca –Napraforgó tér - STOP SHOP - Városkapu körút - Eötvös tér – Gépgyár - (Kiskanizsa, Homokkomáromi forduló 16Y -)Kiskanizsa, Rozmaring utca - Kiskanizsa, Temető (16) |
| 16E                                   | Autóbusz-Állomás - Eötvös tér - Balatoni út - Városkapu krt. |
| 17                                    | Vasútállomás - Kalmár utca -Hevesi Sándor utca - Kórház - Kalmár utca - Vasútállomás                                                                                             |
| 24                                    | Kiskanizsa,Rozmaring utca- Kalmár utca - Napraforgó tér |
| 25                                    | Kiskanizsa,Bornemissza utca - Eötvös tér - Vasútállomás |
| 26                                    | Városkapu körút – Balatoni út - Napraforgó tér |
| 27                                    | Városkapu körút - Kórház utca - Vasútállomás |
| 28                                    | Autóbusz-állomás - Kiskanizsa Temető - Bajcsa,vízmű |
| 28B                                   | Városkapu krt. - Rózsa utca - Eötvös tér - Autóbusz-Állomás - Kiskanizsa, Temető - Bajcsa Vízmű                                                                                  |
| 29                                    | Városkapu krt. - Kórház utca - Köztemető - Ligetváros |
| 46                                    | Városkapu krt. - Rózsa utca - Gépgyár - Kiskanizsa, Rozmaring utca - Kiskanizsa, Temető                                                                                          |

## Díjszabás
A helyi járat díjtételeit Nagykanizsa Megyei Jogú Város Város Önkormányzata és a Volánbusz között megkötött közszolgáltatási szerződés határozza meg.
Jegyet és bérletet három, a Volánbusz által üzemeltetett autóbusz-állomáson (Autóbusz-állomás, Városkapu körút, Napraforgó tér) és számos hírlapárusnál lehet vásárolni.

## Utastájékoztatás
Az autóbuszokon nincsenek utastájékoztató eszközök (hangosbemondó, következő megállóhelyet jelző tábla). Forgalmasabb megállóhelyeken a vakok és gyengén látók utazását és tájékozódását megkönnyítve hangosbemondó készülékeket helyeztek el. Az megfelelő úti cél kiválasztására az utasok az autóbuszokon elhelyezett viszonylatszám kijelző tábla segítségével tájékozódhatnak.

## Üzemeltetés
A tavalyi évben az átlagos férőhely-kihasználás 14,28% volt. Nyilván csúcsidőben jóval nagyobb, holtidőben pedig jóval kisebb a kihasználtság. 
Szintén a tavalyi évre vonatkozóan az indított 154.307 járatból 31 közlekedett jelentős késéssel, 17 járat pedig elmaradt. 
A járatok általában 30-60 percenként közlekednek, de egyes indulásokban betűjeles, eltérő útvonalon járnak.
Egyes külső városrészek (Palin, Miklósfa, Bagola, Nagyfakos, Bajcsa) felé a helyközi járatok is használhatók helyi utazásra 
A vonalhálózat területi lefedettsége jó, azonban két "városszéli" pont között, előfordulhat átszállási kényszer. 
A vonalhálózat három decentrumra épül - Autóbuszállomás (Kalmár utca), Városkapu körút, Napraforgó tér (GE) - minden járat érinti legalább az egyiket (kivéve a 25 iskolajárat). 

## Külső hivatkozások
- Zala Volán Zrt.